# Catharina Ebba Horn
Catharina Ebba Horn af Åminne (27 de mayo de 1720 – 12 de septiembre de 1781 en Jakobsberg) fue una noble sueca y la segunda amante real oficial del rey Federico I de Suecia de 1745 a 1748. Fue una de las únicamente dos amantes reales oficiales de la historia de Suecia. No tuvo ninguna influencia sobre asuntos políticos, pero patrocinó carreras a través de sus potentes conexiones y su posición.

## Biografía

### Contexto
Catharina Ebba Horn era hija del coronel Barón Krister Horn y su esposa Anna Regina Sjöblad. Era hermana del conde Fredric Horn af Åminne (1725-1796) y de Gustaf Adolf Horn af Åminne (1721-1793). Cuando la amante oficial del rey, Hedvig Taube, falleció en 1744 la corte real empezó a buscar una sustituta. El rey había alcanzado en este punto mala reputación debido a su uso abierto y frecuente de simples prostitutas de la calle y su alcoholismo. Sin embargo, el hecho de que Hedvig Taube fuera amante oficial había sentado un ejemplo. Catharina Horn estaba soltera a una edad en que la mayoría de las mujeres de la nobleza se habían casado. Es descrita como una bella rubia y fue sugerida por Erland Broman, que era el conocido procurador del monarca en asuntos íntimos. La sugerencia fue apoyada por su madre, que era descrita como una intrigante.
Catharina Horn y su madre pusieron varias condiciones antes de aceptar la condición de amante real, después de haberle exigido infructuosamente que se casara con ella. Reclamaron, que si el rey no la tomaba como esposa, la posición de amante tendría que ser formal y oficialmente reconocida a la manera de Hedvig Taube, que recibió un título por derecho propio y sus propios ingresos, siguiendo la costumbre francesa de la amante real y "reina a la izquierda", y finalmente, que la relación no sería rota.
Inicialmente, también reclamaron que Horn tendría que ser recibida en la corte con un rango directamente inferior a las mujeres de la casa real, pero abandonaron esta demanda después de que la princesa heredera, Luisa Ulrica de Prusia, declarara que si Horn era oficialmente presentada con la posición de amante real, no sería recibida en la corte en absoluto. El resto de las demandas fueron aceptadas, y en el otoño de 1745, Horn y su madre fueron recibidas oficialmente en Estocolmo por el monarca y tres riksråd y les fue otorgado el palacio anterior de Hedvig Taube en Riddarholmen como su residencia. En 1746, el rey, en su posición como Landgrave de Hesse, solicitó un título noble del emperador Romano alemán igual que había hecho para Hedvig Taube, y recibió el título de condesa.

### Amante real
Catharina Ebba Horn no fue capaz de adquirir ninguna influencia sobre asuntos políticos a través del monarca. Sin embargo, reunió una potente red de contactos a través de su posición, la cual se sabía que empleaba para favorecer a sus protegidos.  
Carl Johan Aminoff, cuya carrera apoyó, la describió como "... La más poderosa en el reino, capaz de adquirir lo que quería de los poderosos", y que ella le presentó a muchos de sus contactos, entre los que se incluían el embajador de Francia, Axel von Fersen el Joven, el riksråd Carl Otto Hamilton y el general Barón Albrekt von Lantighausen, que a su vez lo recomendaron en Francia a su petición.
Inicialmente, se la consideraba de gran importancia debido a su popularidad con el monarca. Como ella y su madre eran conocidas simpatizantes de las Gorras (partido), los Sombreros (partido) trataron de deponerla de su posición impulsando a una de sus simpatizantes, miembro de la familia Ribbing, como su rival durante el otoño de 1747. Esto falló porque a Ribbing no le gustó la idea y rehusó al rey. Horn estaba molesta por el hecho de que el monarca le era constantemente infiel y porque no la apoyaba cuando la princesa heredera la trataba con arrogancia en la corte. El rey Federico pronto se cansó de ella, porque no hablaba francés y mal alemán y porque no era lo bastante espiritual como para animarle. En el otoño de 1748 después de largas negociaciones, ella finalmente aceptó abandonar su posición de amante oficial del monarca después de haber recibido una gran fortuna y tres propiedades. A pesar de varios intentos del rey por recuperarla, ella guardó la carta donde le prometía amor eterno, la cual mostró a la princesa heredera.
El rey murió en 1751 y en 1762, ella se casó con el riksråd conde Ulrik Barck, que había sido su admirador antes de su relación con el rey.